# Belgische Fußballnationalmannschaft (U-17-Junioren)
Die belgische U-17-Fußballnationalmannschaft ist eine Auswahlmannschaft belgischer Fußballspieler. Sie repräsentiert den Königlichen Belgischen Fußballverband international auf U-17-Ebene, etwa in Freundschaftsspielen gegen die Auswahlmannschaften anderer nationaler Verbände, bei U-17-Europameisterschaften und U-17-Weltmeisterschaften.
Die Mannschaft qualifizierte sich bislang zweimal für eine Weltmeisterschaft: 2007 schied sie in der Vorrunde aus, 2015 belegte sie den dritten Platz.
Ihr bestes Ergebnis bei einer Europameisterschaft erreichte die Mannschaft mit dem Halbfinal-Aus 2007. Nach ihrer bislang letzten erfolgreichen EM-Qualifikation schied sie 2012 bereits in der Vorrunde aus.

## Teilnahme an U-17-Weltmeisterschaften
(Bis 1989 U-16-Weltmeisterschaft)
| 1985 | nicht qualifiziert |
| 1987 | nicht qualifiziert |
| 1989 | nicht qualifiziert |
| 1991 | nicht qualifiziert |
| 1993 | nicht qualifiziert |
| 1995 | nicht qualifiziert |
| 1997 | nicht qualifiziert |
| 1999 | nicht qualifiziert |
| 2001 | nicht qualifiziert |
| 2003 | nicht qualifiziert |
| 2005 | nicht qualifiziert |
| 2007 | Vorrunde           |
| 2009 | nicht qualifiziert |
| 2011 | nicht qualifiziert |
| 2013 | nicht qualifiziert |
| 2015 | Dritter            |
| 2017 | nicht qualifiziert |
| 2019 | nicht qualifiziert |
| 2023 | nicht qualifiziert |

## Teilnahme an U-17-Europameisterschaften
(Bis 2001 U-16-Europameisterschaft)
| 1982 | nicht qualifiziert |
| 1984 | nicht qualifiziert |
| 1985 | nicht qualifiziert |
| 1986 | nicht qualifiziert |
| 1987 | nicht qualifiziert |
| 1988 | Vorrunde           |
| 1989 | nicht qualifiziert |
| 1990 | Vorrunde           |
| 1991 | nicht qualifiziert |
| 1992 | nicht qualifiziert |
| 1993 | Viertelfinale      |
| 1994 | Vorrunde           |
| 1995 | Viertelfinale      |
| 1996 | nicht qualifiziert |
| 1997 | Viertelfinale      |
| 1998 | nicht qualifiziert |
| 1999 | nicht qualifiziert |
| 2000 | nicht qualifiziert |
| 2001 | Vorrunde           |
| 2002 | nicht qualifiziert |
| 2003 | nicht qualifiziert |
| 2004 | nicht qualifiziert |
| 2005 | nicht qualifiziert |
| 2006 | Vorrunde           |
| 2007 | Halbfinale         |
| 2008 | nicht qualifiziert |
| 2009 | nicht qualifiziert |
| 2010 | nicht qualifiziert |
| 2011 | nicht qualifiziert |
| 2012 | Vorrunde           |
| 2013 | nicht qualifiziert |
| 2014 | nicht qualifiziert |
| 2015 | Halbfinale         |
| 2016 | Viertelfinale      |
| 2017 | nicht qualifiziert |
| 2018 | Halbfinale         |
| 2019 | Viertelfinale      |
| 2022 | Vorrunde           |
| 2023 | nicht qualifiziert |
| 2024 | nicht qualifiziert |